# ベイカー湖 (ヌナブト準州)
ベイカー湖（ベイカーこ、英: Baker Lake）は、カナダ ヌナブト準州キヴァリク地域にある湖。
西からセロン川、南からカザン川が注ぎ、チェスターフィールド湾 (Chesterfield Inlet) へと流出する。
面積はおよそ1,887km2。いくつかの島（アールック島Arluq Island、ビッグヒップス島Big Hips Island、クリストファー島Christopher Islanなど）や、複数の名前が付けられた湾がある。
湖西部、セロン川の河口付近にはイヌイットのハムレット、ベイカーレイクがある。